# 布尤納維斯塔 (加利福尼亞州馬里波薩縣)
布尤納維斯塔（英語：Buena Vista）是位於美國加利福尼亞州馬里波薩縣的一個非建制地區。該地的面積和人口皆未知。

## 地理
布尤納維斯塔的座標為37°42′40″N 119°47′38″W / 37.71111°N 119.79389°W，而該地的平均海拔高度為1605米（即5266英尺）。